# Roberto Laiseka
Roberto Laiseka Jaio (Guernica y Luno, 17 de junio de 1969) es un exciclista español.
Debutó como profesional en el año 1994 con el equipo Euskaltel-Euskadi, escuadra en la que permaneció durante toda su carrera deportiva. Se retiró en 2007 tras no poderse recuperar de una lesión producida durante el Giro de Italia 2006.
Todas sus victorias las logró en etapas de montaña.

## Biografía
Antes de ser profesional pertenecía a la famosa cantera ciclista Sociedad Ciclista Punta Galea.
Durante los cinco primeros años de su carrera profesional pasó casi inadvertido. Hacia los 30 años 
empezó a destacar como un escalador maratoniano y resistente, capaz de conseguir las victorias más difíciles mediante escapadas. 
Especialmente destacan sus triunfos de etapa en la Vuelta a España y sobre todo la etapa que ganó en el Tour de Francia del 2001, donde venció en el mítico puerto de Luz Ardiden. Su mejor resultado en la Vuelta a España fue la 6.ª plaza en la clasificación general, lograda en la edición del año 2000 y su mejor resultado en el Tour de Francia fue un 18.º puesto en la clasificación general del año 2003 (tras haber rondado el top 10 durante la primera mitad de la carrera).
Participó en los Campeonato Mundial de Ciclismo en Ruta del 1999 y 2000.
Se retiró en 2007 tras no poderse recuperar de una lesión producida durante el Giro de Italia 2006, siendo su última carrera la ronda italiana.

## Palmarés
| 1999 - 1 etapa de la Vuelta a España 2000 - 1 etapa de la Vuelta a España 2001 - 1 etapa del Tour de Francia | 2004 - 1 etapa de la Bicicleta Vasca 2005 - 1 etapa de la Vuelta a España |

## Resultados en Grandes Vueltas y Campeonatos del Mundo
Durante su carrera deportiva ha conseguido los siguientes puestos en las Grandes Vueltas y en los Campeonatos del Mundo en carretera:
| Carrera         | 1994 | 1995 | 1996 | 1997 | 1998 | 1999 | 2000 | 2001 | 2002 | 2003 | 2004 | 2005 | 2006 |
| --------------- | ---- | ---- | ---- | ---- | ---- | ---- | ---- | ---- | ---- | ---- | ---- | ---- | ---- |
| Giro de Italia  | -    | -    | -    | -    | -    | -    | -    | -    | -    | -    | -    | 52.º | Ab.  |
| Tour de Francia | -    | -    | -    | -    | -    | -    | -    | 28.º | 46.º | 18.º | -    | -    | -    |
| Vuelta a España | -    | -    | 79.º | 54.º | Ab.  | 18.º | 6.º  | 12.º | Ab.  | 60.º | 54.º | 22.º | -    |
| Mundial en Ruta | -    | -    | -    | -    | -    | 37.º | 64.º | -    | -    | -    | -    | -    | -    |

-: no participa

Ab.: abandono

## Equipos
- Euskadi (1994 - 1997)
- Euskaltel-Euskadi (1998 - 2007)